# 13253 Stejneger
13253 Stejneger (tên chỉ định: 1998 OM13) là một tiểu hành tinh vành đai chính. Nó được phát hiện bởi Eric Walter Elst ở Đài thiên văn La Silla ở Chile ngày 26 tháng 7 năm 1998. Nó được đặt theo tên Leonhard Hess Stejneger, a Norwegian-born American ornithologist, herpetologist, và zoologist of the 19th và 20th centuries.